# Avenue Émile-Zola
Avenue Émile-Zola är en gata i Quartier de Grenelle och Quartier de Javel i Paris 15:e arrondissement. Gatan är uppkallad efter den franske författaren och dramatikern Émile Zola (1840–1902). Avenue Émile-Zola börjar vid Rond-point du Pont Mirabeau och slutar vid Rue Fondary 46 och Rue du Commerce 40. Gatan invigdes i januari 1905 och fick sitt nuvarande namn i juni 1907.

## Bilder
| - Gatuskylt. - Émile Zola. - Saint-Christophe-de-Javel. |

## Omgivningar
- Saint-Christophe-de-Javel
- Parc André-Citroën
- Square Yvette-Chauviré
- Square Violet

## Kommunikationer
- Tunnelbana – linje  – Avenue Émile-Zola
- Busshållplats Avenue Émile Zola – Paris bussnät, linje N12 N61

### Webbkällor
- ”Avenue Émile Zola”. Mairie de Paris. https://web.archive.org/web/20190905050559/http://www.v2asp.paris.fr/commun/v2asp/v2/nomenclature_voies/Voieactu/3293.nom.htm. Läst 7 mars 2022.
- ”L'avenue Émile-Zola”. Les rues de Paris. https://web.archive.org/web/20170905072607/http://www.parisrues.com/rues15/paris-15-avenue-emile-zola.html. Läst 7 mars 2022.